# Typhlodromips amilus
Typhlodromips amilus är en spindeldjursart som beskrevs av De Leon 1967. Typhlodromips amilus ingår i släktet Typhlodromips och familjen Phytoseiidae. Inga underarter finns listade i Catalogue of Life.